# Božica
Božica (cyr. Божица) – wieś w Serbii, w okręgu pczyńskim, w gminie Surdulica. W 2011 roku liczyła 198 mieszkańców.